# سکیکاوا، نیگاتا
سکیکاوا، نیگاتا (به لاتین: Sekikawa, Niigata) یک منطقهٔ مسکونی در ژاپن است که در Iwafune District واقع شده‌است. سکیکاوا ۲۹۹٫۶۱ کیلومتر مربع مساحت و ۵٬۷۴۳ نفر جمعیت دارد.